# 佐藤球三郎
佐藤 球三郎（さとう きゅうさぶろう、1878年6月22日 - 1944年6月4日）は、日本の政治家。衆議院議員（1期）。

## 経歴
島根県出身。1899年、滋賀県立商業学校(現・滋賀県立八幡商業高等学校)卒。陸軍三等軍吏、同二等主計となり、日露戦争に参加する。肥料業を営み、島根県立商業学校教諭、松江市議、同収入役、島根県議、松江商業会議所議員となる。
1924年の第15回衆議院議員総選挙において島根1区から憲政会公認で立候補して当選した。衆議院議員を1期務めた。1928年の第16回衆議院議員総選挙には立候補しなかった。1944年死去。